# Arcahaie
Arcahaie este o comună din arondismentul Arcahaie, departamentul Ouest, Haiti, cu o suprafață de 408,73 km2 și o populație de 118.501 locuitori (2009).